# 卢博米尔·波克卢达
卢博米尔·波克卢达（捷克語：Lubomír Pokluda，1958年3月17日—），捷克男子足球运动员，场上位置是中场。他曾代表捷克斯洛伐克国奥队参加1980年夏季奥林匹克运动会足球比赛，获得一枚金牌。